# 바람 (1988년 영화)
《바람》(러시아어: Ветер, 아르메니아어: Քամի)은 1988년에 개봉되고 로베르트 사하키얀츠가 감독으로 참여한 아르메니아의 SF 애니메이션 영화이다.

## 줄거리
핵실험장에서의 군인에 대한 반핵 운동을 나타낸 애니메이션 영화로, 본 애니메이션 내 방사선으로 인한 돌연변이는 기이한 형태로 나타난다.

## 제작진
- 감독: 로베르트 사하키얀츠
- 각본: 로베르트 사하키얀츠, 그리고르 다니엘리안
- 화가: 로베르트 사하키얀츠
- 작곡: 유리 하루튜냔
- 촬영: 알리스 쿠르디얀
- 음향: 카렌 쿠르디얀
- 작곡: 유리 하루튜난
- 편집: G. 베일리안